# Dvorišče
Dvoríšče (tudi dvór iz prvotnega pomena kar je za vrati, prostor ali zgradba za ogrado; angleško courtyard, nemško Hof, francosko cour d'immeuble, italijansko corte) je omejeno območje, pogosto obdano z ograjo, zgradbo ali kompleksom, ki je odprto proti nebu.
Dvorišča so pogost elementi zahodnih in vzhodnih gradbenih vzorcev, tako antični kot sodobni arhitekti pa so jih uporabljali kot tipično in tradicionalno stavbno značilnost. Takšni prostori v gostiščih in javnih zgradbah so bili za nekatere namene pogosto glavna zbirališča, kar je vodilo do drugih pomenov dvorišča. Obe besedi dvorišče in dvor izhajata iz istega korena, kar pomeni zaprt prostor.

## Zgodovinska uporaba
Dvorišča - zasebni odprti prostori, obdani z obzidjem ali zgradbami - se uporabljajo v stanovanjski arhitekturi že skoraj toliko časa, kolikor ljudje živijo v zgrajenih stanovanjih. Dvoriščna hiša se prvič pojavi okolik 6400–6000 pr. n. št. na neolitskem najdišču Jarmuk v kraju Sha'ar HaGolan v centralni Jordanski dolini na severnem bregu reke Jarmuk, kar daje mestu poseben pomen v zgodovini arhitekture. Dvorišča so se v preteklosti uporabljala za številne namene, vključno s kuhanjem, spanjem, delom, igranjem, vrtnarjenjem in celo prostori za bivanje živali.
Pred dvorišči so na osrednjem mestu domovanja goreli odprti ognji, v zgornjem delu stropa je bila le majhna luknja, da je dim lahko uhajal. Sčasoma so se te majhne odprtine povečale in sčasoma pripeljale do razvoja centraliziranega odprtega dvorišča, kot ga poznamo danes. Dvorišča so bila zasnovana in zgrajena po vsem svetu v različnih oblikah.
Dvorišča so bolj razširjena v zmernih podnebjih, saj je odprto osrednje dvorišče lahko pomembna pomoč za hlajenje hiše v toplem vremenu. Vendar pa so dvorišča že stoletja našli tudi v ostrejšem podnebju. Udobje, ki ga ponuja dvorišče - zrak, svetloba, zasebnost, varnost in mir - so lastnosti, ki so v splošnem zaželene v človeških stanovanjih.

## Primerjave po svetu
Ur, 2000 pr. n. št. - dvonadstropne hiše, zgrajene okoli odprtega kvadrata, so bile zgrajene iz žgane opeke. Kuhinja, delovni in javni prostori so bili v pritličju, v zgornjem nadstropju pa zasebne sobe.
Osrednje nepokrito območje v rimskem domusu je bilo imenovano atrij. Danes na splošno uporabljamo izraz dvorišče za označevanje takšnega območja, pri čemer je atrij tudi s steklom pokrito dvorišče. Rimske atrijske hiše so bile zgrajene ena ob drugi vzdolž ulice. Bile so enonadstropni domovi brez oken, ki so bili osvetljeni od vhoda in iz osrednjega atrija. Ognjišče, ki je bilo nekoč v središču doma, je bilo prestavljeno, rimski atrij pa je najpogosteje vseboval osrednji bazen, v katerem so zbirali deževnico, imenovano impluvium. Ti domovi so pogosto vključevali drugo območje na prostem, vrt, ki bi ga obkrožale kolonade v grškem slogu in tvorile peristil. To je ustvarilo stebrišče ob obodu dvorišča, ki je stoletja kasneje vplivalo na samostanske strukture.
Dvoriščne hiše na Bližnjem vzhodu odražajo nomadske vplive regije. Namesto da bi uradno določili prostore za kuhanje, spanje itd., so bile te dejavnosti vse leto premeščene, kot je bilo primerno, da se prilagodijo spremembam temperature in položaju sonca. Pogosto so se ravne strehe teh struktur v toplem vremenu uporabljale za spanje. V nekaterih islamskih kulturah so zasebna dvorišča predstavljala edini zunanji prostor za ženske, kjer so se neopažene sprostile. Poznali so tudi konvekcijsko hlajenje skozi prehode med prostori na več dvoriščih.
Tradicionalna kitajska dvoriščna hiša (npr. siheyuan) je ureditev več posameznih hiš okoli kvadrata. Vsaka hiša pripada drugemu družinskemu članu, za to ureditvijo pa se ustvarijo dodatne hiše, ki po potrebi sprejmejo dodatne družinske člane. Kitajsko dvorišče je prostor zasebnosti in miru, ki skoraj vedno vključuje vrt in vodo. V nekaterih primerih so hiše zgrajene z več dvorišči, ki povečajo zasebnost, ko se umikajo z ulice. Tujce bi sprejemali na najbolj oddaljenem dvorišču, najbolj notranji pa bi bili rezervirani za ožje prijatelje in družinske člane.
V sodobnejši različici kitajskega modela je mogoče dvorišče uporabiti tudi za ločevanje doma na krila; na primer, eno krilo hiše je lahko za zabavo / jedilnico, drugo krilo pa za spanje / družino / zasebnost. To ponazarja Hooper House v Baltimoru v zvezni državi Maryland.
Srednjeveška evropska kmečka hiša pooseblja tisto, kar danes mislimo kot enega najbolj arhetipskih primerov dvorišča - štiri stavbe, razporejene okoli kvadratnega dvorišča s strmo streho, pokrito s slamo. Osrednje dvorišče je bilo namenjeno delu, nabiranju in včasih reji drobnice. Dvignjen hodnik je pogosto potekal okoli dveh ali treh strani dvorišča v hišah. Takšne strukture so zagotavljale zaščito in bi jih lahko celo uporabili v obrambi.
V prvi polovici 20. stoletja se je v sončnih regijah v ZDA razvila dvoriščna hiša, zlasti v Kaliforniji in na Floridi.

## Pomembnost danes
Arhitekti vedno bolj preiskujejo, kako lahko dvorišča igrajo vlogo pri razvoju današnjih domov in mest. Na gosto poseljenih območjih lahko dvorišče doma zagotovi zasebnost družini, oddih od nenavadnega vsakdanjega življenja in varno mesto za igro otrok. S premijskim prostorom arhitekti eksperimentirajo z dvorišči kot načinom zagotavljanja zunanjega prostora za majhne skupnosti ljudi hkrati. Dvorišče, obdano z 12 hišami, bi na primer nudilo skupni park podoben prostor za tiste družine, ki bi se lahko ponašale z lastništvom prostora. Čeprav se to morda sliši kot sodobna rešitev problema mestnega jedra, je bilo združevanje hiš okoli skupnega dvorišča običajna praksa Inkov že v 13. stoletju.
V San Franciscu tlorisi hiš pogosto vključujejo osrednjo teraso (patio), miniaturno različico odprtega dvorišča, včasih prekrito s steklom ali prosojnim materialom. Osrednje terase zagotavljajo naravno svetlobo skupnim prostorom in prostor za zunanje rastline v lončkih. 
V Gilgitu / Baltistanu v Pakistanu so dvorišča tradicionalno uporabljali za javne shode, na katerih so razpravljali o vprašanjih, povezanih z vasjo. Ta so se razlikovala od jirgah, ki so tradicija plemenskih regij Pakistana.

## Zaprti prostori
- Palača Bahia, Marakeš, Maroko
- Daisen-in, podtempelj Daitoku-ji, eden od petih najpomembnejših zen templjev v Kjotu
- Dvorišče v Rimu v Italiji
- Romanske ruševine Saint-Émilion
- Mestna palača, Udaipur, Indija
- Tripoli, Karamanlijeva hiša
- Notranjost stavbe ING, Edmonton, Kanada
- Dvorišče in bazen v dvorcu Rakib-khaaneh v Isfahanu v Iranu
- Osrednja terasa v Buenos Airesu, Antonio Ballvé Penintetiary Museum
- Dvorišče v Essaouiri v Maroku
- Beit Ghazaleh, Alep, Sirija
- Samostan, Sutton Courtenay, Anglija